# Ac
Acul este o piesă de formă alungită, cu diverse întrebuințări în tehnică.

## Tipuri de ac
- Ac de cusut, ustensilă de oțel, subțire și ascuțită la un capăt, prevăzută cu un orificiu (ureche) prin care se trece un fir; servește la cusut cu mîna sau cu mașina. Urechea unui ac de cusut cu mîna este la capătul opus vîrfului, iar la acul mașinii de cusut este aproape de vîrf.

- . Ustensilă asemănătoare cu cea descrisă mai sus, fără ureche și avînd forme variate, potrivit scopului în care se folosește (exemple: ac cu gămălie, ac de siguranță, ac pentru garniturile cardelor, ac de tricotat, etc.).

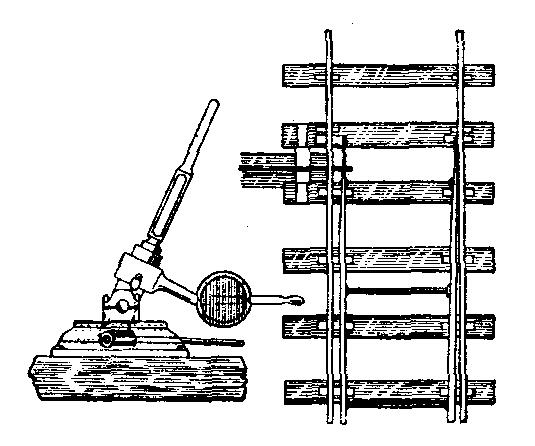
Ac de macaz

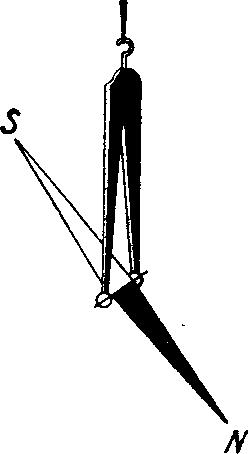
Ac de busolă

- Ac aerian, dispozitiv instalat la bifurcația liniilor electrice aeriene de contact, pentru a permite trecerea prizelor de curent ale troleibuzelor.

- Ac de macaz, organ mobil al unui macaz, în formă de pană, articulat la capătul neascuțit (călcîiul acului) și avînd rolul de a ghida rolile vehiculelor de cale ferată atunci cînd trebuie abătute de pe o linie pe alta.

- Ac de trasare, unealtă în general de forma unei tije din oțel de scule sau din metal dur, ascuțită la unul sau la ambele capete, folosită la trasarea de linii prin zgîriere pe suprafața unui semifabricat, în vederea prelucrării lui ulterioare.

- Ac indicator, element component al unui aparat de măsură, de forma unei bare înguste, plate și ascuțite la vîrf. Prin deplasarea sa în faxa diviziunilor de pe cadranul aparatului, indică valoarea mărimii măsurate.

- Ac magnetic, magnet lamelar, de forma unui romb alungit, care, fiind montat pe un pivot ascuțit sau suspendat de un fir fără torsiune, în prezența unui cîmp magnetic se orientează după direcția acestuia. Servește la determinarea meridianului magnetic, constituind elementul principal al busolei și al dispozitivelor sensibile de detectare a cîmpurilor magnetice.

- Ac obturator, tijă metalică, cu una dintre extremităti de formă tronconică; prin mișcarea sa permite variația secțiunii unui orificiu prin care trece un lichid, determinînd astfel variația debitului acestui lichid (la carburatoare, la unele injectoare. etc.). Sinonim cui sau ac poantou.

- Ac entomologic, sunt modelele de ace folosite pentru păstrarea insectelor în cutiile de  colecție.